# John White (cirujano)
John White (c. 1756-20 de febrero de 1832) fue un cirujano, botánico, zoólogo y explorador inglés.
White era nativo de Sussex (algunas fuentes afirman que nació en 1750) e ingresó a la Royal Navy el 26 de junio de 1778 como cirujano asistente de 3ª. Fue promovido a cirujano en 1780, y fue cirujano principal durante el viaje de la Primera Flota a Australia. En marzo de 1787, se une a esa Flota en Plymouth, donde se encontró con que los presos vivían durante algún tiempo, con carne salada, una mala preparación para un largo viaje. Tuvo éxito en el abastecimiento de carne fresca, y hortalizas para ellos, y dispuso que se les debía permitir ir a cubierta, rotativamente, para obtener aire fresco. Su tratamiento sensible y humano fue, probablemente, la razón por la cual el número de convictos fallecidos durante el viaje, fue menor.
John White sirvió en la nave Charlotte durante ese viaje a Australia.
En 1788, White arribó a Australia como Cirujano General de Nueva Gales del Sur, y organizó un hospital, pero se vio obstaculizado por la falta de suministros médicos. Se interesó en la flora y fauna nativa de la nueva tierra; e investigó el potencial de las plantas de Australia para su uso como medicamento. Observó las cualidades industriales aceiteras del eucalipto; y destiló óleo de eucalipto en 1788.
En 1790, White escribió A Journal of a Voyage to New South Wales , describiendo muchas especies australianas por primera vez. el Journal tenía 65 grabados en cobre, de especímenes de aves, animales, y botánicos, y durante los siguientes cinco años se tradujo al alemán y al francés. White fue el primero en describir la "rana del sudeste asiático" Litoria caerulea, que luego fue llamada rana arbórea de White.
Según su diario, no le gustaba Australia, y la describió como 

"un país y un lugar prohibido, y tan odioso como para sólo merecer la execración y maldiciones."

 Solicitó permiso en 1792, y recibió la venia en 1794, navegando para Inglaterra el 17 de diciembre de 1794; y más tarde viajó a Irlanda. En 1796, resignó su puesto cuando se le dio la opción de volver a Australia. White fue cirujano en el Royal William, y por 20 años permaneció primero en Sheerness; y desde 1799 en Chatham Dockyard. Se retiró con una media pensión en 1820. White falleció en Worthing, Inglaterra.
- La abreviatura «J.White R.N.» se emplea para indicar a John White como autoridad en la descripción y clasificación científica de los vegetales.[4]